# فربيكا ستيفانوف
فربيكا ستيفانوف (بالمقدونية: Врбица Стефанов)‏ مواليد 19 ديسمبر 1973 في جمهورية يوغوسلافيا الاشتراكية الاتحادية، هو لاعب كرة سلة مقدوني معتزل. بدأ مسيرته الاحترافية في سنة 1991. يبلغ طوله 6 قدم 2 بوصة (1.9 م). اعتزل اللعب في 2009.

## المسيرة الاحترافية
لعب مع نادي إيه إي كي لكرة السلة في موسم 2000–2001، ثم لعب مع منز سانا 1871 باسكت من سنة 2001 إلى 2005، ثم لعب مع أولكرسبور في موسم 2005–2006، ثم لعب مع نادي أولمبياكوس لكرة السلة في موسم 2006–2007، ثم لعب مع منز سانا 1871 باسكت في سنة 2007.

## روابط خارجية
- فربيكا ستيفانوف على موقع الاتحاد الدولي لكرة السلة (الإنجليزية)
- فربيكا ستيفانوف على موقع الدوري الأوروبي لكرة السلة (الإنجليزية)
- فربيكا ستيفانوف على موقع الدوري الإسباني لكرة السلة (الإسبانية)
- فربيكا ستيفانوف على موقع كرة السلة الأوروبية.كوم (الإنجليزية)
- فربيكا ستيفانوف على موقع ريلجم (الإنجليزية)
- فربيكا ستيفانوف على موقع بروبوليرز (الإنجليزية)
- فربيكا ستيفانوف على موقع سبورتس رفرنس (الإنجليزية)